# Physodermatomycetes

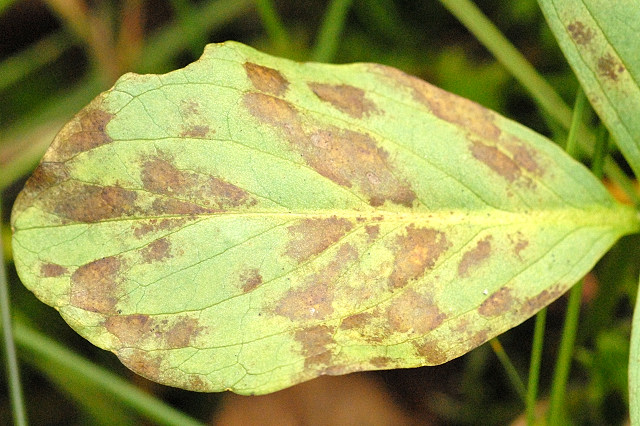
Folha infestada por Physoderma menyanthis (antigo Cladochytrium menyanthis).

Physodermatomycetes é uma classe monotípica de fungos da divisão Blastocladiomycota que agrupa um conjunto de espécies parasitas das folhas de plantas, especialmente de plantas aquáticas e de plantas de zonas húmidas. A única ordem é Physodermatales, tendo como única família reconhecida Physodermatacae. As espécies da família têm uma relação parasitária com plantas, com destaque para o género Physoderma, causador de várias doenças das plantas. A família é distinta por conter uma parede espessa ao redor dos esporângios para resistir a condições desfavoráveis.

## Descrição
As espécies da família, com destaque para o género Physoderma, têm uma relação parasitária tendo plantas como hospedeiro. A família é distinta por conter uma parede espessa ao redor dos esporângios para resistir a condições desfavoráveis. Os esporângios são liberados de uma planta hospedeira quando apodrecem, a dispersão é realizada pelo ar.
Apesar da morfologia das suas infestações, a família Physodermatacae não deve ser confundida ou relacionada com as ferrugens causadas por basidiomicetos ou com os fungos causadores dos carvões. Os parasitas pertencentes a esta família têm distribuição natural por todo o mundo, ocorrendo preferencialmente em zonas húmidas aquáticas ou semi-aquáticas e em alguns pteridófitos.
A família Physodermatacae divide-se em dois clados distintos: Physoderma e Urophlyctis, que são agrupados por causa do parasita de algas semelhante chamado Paraphysoderma.